# Institut hospitalo-universitaire
Pour les articles homonymes, voir IHU.
 (mai 2024).
Les instituts hospitalo-universitaires (IHU) sont des établissements de formation et de recherche médicale. Ils ont été créés à la suite des investissements d'avenir lancés par Nicolas Sarkozy en 2009. Les instituts hospitalo-universitaires sont associés à des universités, des centres hospitaliers universitaires ainsi que des laboratoires de recherche privés et publics. Ils ont pour but d'être des pôles d’excellence de la recherche médicale française, de former des spécialistes dans leurs domaines de compétence, d'attirer des chercheurs renommés et la valorisation de leurs travaux. Des retombées économiques importantes sont attendues, en effet les instituts doivent permettre « le développement de produits de santé innovants » en tissant des partenariats et « accroître l’attractivité de la France pour les industries de santé, améliorant ainsi l’efficacité des soins par la maîtrise des coûts »,.

## Douze projets en 2010
Les instituts hospitalo-universitaires sont une création émanant du programme Santé et biotechnologies des investissements d'avenir. Leur création est liée à une recommandation de la commission Marescaux sur l’Avenir des Centres Hospitaliers Universitaires mise en place en 2009 par l'ancien président de la République, Nicolas Sarkozy. Près de 850 millions d’euros seront consacrés à leur création, chaque IHU bénéficiant d'une dotation en capital, dont 20 % du capital directement consommable, le reste (80 %) devant être destiné à lui assurer des revenus réguliers.
La première sélection des instituts s'est faite en 2010 par un jury international sélectionnant les meilleurs dossiers, présidé par le neuroscientifique Richard Frackowiak, professeur de neurologie au centre hospitalier universitaire vaudois de Lausanne. Au départ seuls cinq dossiers devaient être sélectionnés sur dix-neuf projets retenus mais finalement six projets furent sélectionnés et dévoilés le 30 mars 2011,.
Sur les dix-neuf projets retenus lors de la première sélection, douze projets ont été classés par le jury. Les six premiers projets, classés A ont été retenus et ont donc obtenus un financement dans le cadre du programme IHU.
| Classement | Projets | Coordinateur du projet | Établissements coordinateur                                                                                |
| ---------- | --- | ---------------------- | --- |
| 1er        | Imagine : Institut Hospitalo-universitaire Imagine                                                             | Pr Alain Fischer       | - Université de Paris - Assistance publique - Hôpitaux de Paris - Hôpital Necker                           |
| 1er        | MIX-SuRg : Institut de Chirurgie Mini Invasive Guidée par l'Image                                              | Pr Jacques Marescaux   | - Hôpitaux universitaires de Strasbourg - Université de Strasbourg                                         |
| 1er        | POLMIT : Institut hospitalo-universitaire en maladies infectieuses (IHU Méditerranée Infection, ou « IHU MI ») | Pr Didier Raoult       | - Université d'Aix-Marseille - Assistance publique - Hôpitaux de Marseille                                 |
| 4e         | ICAN : Institut de Cardiométabolisme et Nutrition                                                              | Pr Karine Clément      | - Sorbonne Université - Hôpital de la Salpêtrière                                                          |
| 4e         | IHU-A-ICM : Institut de Neurosciences Translationnelles de Paris                                               | Pr Bertrand Fontaine   | - Sorbonne Université - Hôpital de la Salpêtrière Associé à l'Institut du cerveau et de la moelle épinière |
| 4e         | LIRYC : L’Institut de RYthmologie et modélisation Cardiaque                                                    | Pr Michel Haïssaguerre | - Centre hospitalier universitaire de Bordeaux - Université de Bordeaux                                    |

## Un projet en 2018
Une 2ème sélection est faite en 2018 dans le cadre du 3ème programme d'investissement d'avenir (PIA3) avec la création d'un septième institut hospitalo-universitaire. La 2ème sélection en 2018 a départagé 4 projets pour ne sélectionner que le seul classé A. En 2018, tous les IHU existants s'organisent en réseau des IHU France. L'IHU Méditerranée Infection quitte par la suite[Quand ?] cette alliance.
| Classement | Projets                                                        | Coordinateur du projet | Établissements coordinateur                                                                |
| ---------- | -------------------------------------------------------------- | ---------------------- | ------------------------------------------------------------------------------------------ |
| 1er        | FOReSIGHT : PREVISION - Permettre la Restauration de la Vision | Pr José-Alain Sahel    | - Institut de la Vision, Inserm, Sorbonne Université, Centre Hospitalier des Quinze-Vingts |

## Nouveaux projets en 2023
En 2022, un nouvel appel à projets est lancé dans le cadre du plan France 2030 et doit permettre la création de jusqu'à six nouveaux IHU. Douze nouveaux instituts hospitalo-universitaires (IHU) sont créés en 2023 dans le cadre du programme d’investissements d’avenir France 2030. Parmi ceux-ci, l’IHU Infiny, à Nancy, vise à accélérer l’innovation médicale pour lutter contre les maladies inflammatoires chroniques de l’intestin (MICI) et améliorer la vie des patients, en accélérant le passage de la recherche au soin. L'IHU EVEREST, à Lyon, vise à répondre aux défis actuels des maladies chroniques du foie, en intégrant recherche fondamentale, translationnelle et clinique pour le bénéfice des patients; cet institut s'intéresse à l'ensemble des pathologies du foie, quels que soient leur étiologie ou leur stade avec pour ambition d'innover pour guérir.